# Weberbauerocereus cuzcoensis
Weberbauerocereus cuzcoensis ist eine Pflanzenart aus der Gattung Weberbauerocereus in der Familie der Kakteengewächse (Cactaceae). Das Artepitheton cuzcoensis verweist auf das Vorkommen der Art bei Cuzco.

## Beschreibung
Weberbauerocereus cuzcoensis wächst baumförmig mit reich verzweigten, ausladenden, graugrünen Trieben von 4 bis 7 Zentimeter Durchmesser und erreicht Wuchshöhen von 3 bis 4 Meter. Die 10 bis 14 Rippen sind 6 bis 11 Millimeter hoch und äußerst stumpf. Die darauf befindlichen Areolen sind oval bis kreisrund und mit weißer Wolle besetzt. Aus ihnen entspringen kräftige, gelbe bis bräunliche Dornen. Die drei bis acht, kaum stechenden Mitteldornen sind 1 bis 4 Zentimeter, die 10 bis 14 Randdornen 3 bis 10 Millimeter lang. Die untersten Randdornen sind am längsten.
Die etwas radiärsymmetrischen, unangenehm duftenden Blüten öffnen sich in der Nacht. Sie sind 10 bis 12 Zentimeter lang. Ihre hellgrüne Blütenröhre ist mit bräunlichen Haaren besetzt. Die Blütenhüllblätter sind an ihrer Basis weiß und werden zur Spitze hin blass rosafarben. Die Früchte sind dunkelgrün, 4 Zentimeter lang und erreichen Durchmesser von 3 Zentimetern.

## Verbreitung, Systematik und Gefährdung
Weberbauerocereus cuzcoensis ist in den peruanischen Regionen Apurímac und Ayacucho in Höhenlagen von 1500 bis 2100 Metern verbreitet.
Die Erstbeschreibung erfolgte 1969 durch Karel Kníže. Ein nomenklatorisches Synonym ist Haageocereus cuzcoensis (Kníže) P.V.Heath (1995).
In der Roten Liste gefährdeter Arten der IUCN wird die Art als „Least Concern (LC)“, d. h. als nicht gefährdet geführt.

## Nachweise